# Nemastoma dentigerum
Nemastoma dentigerum is een hooiwagen uit de familie aardhooiwagens (Nemastomatidae).